# هاملت مانوکیان
هاملت مانوکیان (ارمنی: Համլետ Մանուկյան زاده ۴ آوریل ۱۹۹۱) بازیکن فوتسال در پست مدافع اهل ارمنستان است. 

## باشگاهی
از باشگاه‌هایی که در آن بازی کرده‌است می‌توان به باشگاه فوتسال ایروان اشاره کرد.

## تیم ملی
وی همچنین در تیم ملی فوتسال ارمنستان بازی کرده‌است. 